# Queuille
Queuille [kœj] ist eine französische Gemeinde mit 282 Einwohnern (Stand: 1. Januar 2022) im Département Puy-de-Dôme in der Region Auvergne-Rhône-Alpes. Sie gehört zum Arrondissement Riom und zum Kanton Saint-Georges-de-Mons (bis 2015: Kanton Manzat). Die Einwohner werden Queuillant(e)s genannt.

## Geographie
Queuille liegt etwa 28 Kilometer nordnordwestlich von Clermont-Ferrand in den Monts Dômes am Fluss Sioule, der die nördliche und westliche Gemeindegrenze bildet, und im Regionalen Naturpark Volcans d’Auvergne (französisch Parc naturel régional des Volcans d’Auvergne). Umgeben wird Queuille von den Nachbargemeinden Saint-Gervais-d’Auvergne im Norden, Vitrac im Osten, Saint-Georges-de-Mons im Süden sowie Sauret-Besserve im Westen und Nordwesten.

## Bevölkerungsentwicklung
| Jahr                       | 1962 | 1968 | 1975 | 1982 | 1990 | 1999 | 2006 | 2012 |
| Einwohner                  | 230  | 224  | 229  | 233  | 243  | 255  | 280  | 262  |
| Quellen: Cassini und INSEE |      |      |      |      |      |      |      |      |